# Amietophrynus kisoloensis
Amietophrynus kisoloensis är en groddjursart som först beskrevs av Arthur Loveridge 1932.  Amietophrynus kisoloensis ingår i släktet Amietophrynus och familjen paddor. IUCN kategoriserar arten globalt som livskraftig. Inga underarter finns listade i Catalogue of Life.